# Aparatownia obliczeniowo-analityczna AOAS
Aparatownia obliczeniowo-analityczna AOAS – rodzaj aparatowni  będącej na wyposażeniu wojsk chemicznych ludowego Wojska Polskiego.

## Charakterystyka AOAS-D
Aparatownia obliczeniowo-analityczna AOAS-D została zaprojektowana w 1973 przez pracowników Ośrodka Badawczego Sprzętu Chemicznego. Wchodziła w skład wyposażenia stacji obliczeniowo-analitycznych skażeń stanowisk dowodzenia dywizji ogólnowojskowych i lotniczych, kwatermistrzowskiego stanowiska dowodzenia armii oraz polowych baz frontu. Zamontowana była na nadwoziu typu 117 AUM samochodu STAR-660. Była przeznaczona do nawiązywania łączności telefonicznej i radiowej z elementami systemu wykrywania skażeń oraz zbierania i przekazywania danych o uderzeniach bronią masowego rażenia i skażeniach. Stanowiła środek transportu i miejsce pracy dla żołnierzy stacji obliczeniowo-analitycznej skażeń. Obsługa liczyła od 6 do 8 osób.
Skład aparatowni:
- dwie radiostacje R-107 z wzmacniaczami mocy UM,
- odbiornik R-311,
- odbiornik R-323,
- dalekopis i nadajnik automatyczny,
- pulpit manipulacyjny PM-1,
- magnetofon,
- tablica do dwustronnej pracy na mapie,
- cztery aparaty telefoniczne,
- przyrządy małej mechanizacji do prognozowania i oceny skażeń, strat i zniszczeń,
- agregat prądotwórczy 220 V.

## Charakterystyka AOAS-A
Aparatownia obliczeniowo-analityczna AOAS-A stanowiła wyposażenie stacji obliczeniowo-analitycznej skażeń stanowiska dowodzenia i kwatermistrzowskiego stanowiska dowodzenia frontu oraz stanowiska dowodzenia armii. Urządzenia aparatowni były rozmieszczone w nadwoziu samochodu STAR-266 oraz na przyczepie jednoosiowej. Była miejscem pracy dla ośrodka obliczeniowo-analitycznego odpowiedniego szczebla dowodzenia.
Skład aparatowni:
- radiostacja R-105d;
- radiotelefon K-1
- ręczna łącznica telefoniczna;
- siedem aparatów telefonicznych;
- dwa magnetofony;
- tablica do dwustronnej pracy na mapie;
- filtropochłaniacz;
- agregat prądotwórczy PAB-2;
- przyrządy małej mechanizacji do prognozowania i oceny skażeń, strat i zniszczeń.